# Ádámfalva
Ádámfalva (1899-ig Adamócz-Kis-Birócz, szlovákul Adamovce) Adamóckohanóc településrésze, egykor önálló falu Szlovákiában, a Trencséni kerületben, a Trencséni járásban.

## Fekvése
Trencséntől 10 km-re délnyugatra, a Vág jobb oldalán található. Adamóckohanóc keleti részét képezi.

## Története
Ádámfalvát 1358-ban „Nesete” néven említik először. Későbbi Ádámfalva neve onnan ered, hogy Nezsetei Ádámnak volt a birtoka. Ezen a néven először 1402-ben szerepel „Adamfalva” alakban. 1409-ben „Adamfalu”, 1523-ban „Adamowcz” néven szerepel a korabeli forrásokban. Nezsetei Ádám leszármazottai, az Adamóczi család birtokában állt. Később a Bobrovniczki, Uher, Stefkó, majd a 18. században a Bánóczi, Rajmanóczi, Szilvay, Rázga, Vörös, Ambró és más családoknak voltak itt birtokaik. Utoljára az olasz eredetű Noris-Sizzo család tulajdonában állt.
A 18. század végén Vályi András így ír róla: „ADAMÓCZ. Adamovce. Népes, és jó termékenységű falu Trentsén Vármegyében, birtokosai Ambro Rajmány, és több Uraságok, lakosai katolikusok, fekszik Kochanótzhoz, mellynek filiája nem meszsze. Igen sűrűen feküsznek itten egy más mellet a’ faluk azon az úton, a’ melly Vágujhelyről, Trentsénbe vezet. Nem meszsze Adamócztol három savanyú víz forások vagynak, azon az úton, a’ szabad ég alatt, ’s az út mellett. Határja nagy, és jó termékenységű, fája elég, mind tűzre, mind épűletre, szőlő hegyei is vagynak, ’s egy üveg hutája tulajdon határjában, melly okokra való nézve, az első Osztálybéli helységek közzé tartozik.”
1808-ban „Adamowcze” néven találjuk. A szomszédos Kisbiróccal már 1851 óta közös bírójuk volt.
Fényes Elek 1851-ben kiadott geográfiai szótárában így ír a faluról: „Adamócz, Kis-Biróczczal együtt Trencsin vgyében, minthogy csak közbirájok van, egy helységnek tekintetvén, egykor Adamóczy nemes családnak birtoka volt, most pedig több nemes család birja, mellyek között Ambro család előkelőbb és legvagyonosb.
Adamócz és Kis-Birócz helységének határa egy, s földje mineműségére nézve, általában jó, ugy hogy két harmadrésze első osztályú, hanem a Vág ragadó vizének rohanásaitól napról napra többet szenved. Rétje kevés, azonban minthogy vize bőven van, és akármikor öntöztettethetik, kétszer kaszálható.
Bort is termeszt és pedig a szőlőhegynek jeles fekvése és meszes alaprétegénél fogva kitűnő jóságú bort, azonban mivel a nép inkább a gyümölcstenyésztéssel, melly több hasznot hajt neki, mint a szőlőmiveléssel foglalkozik, a bortermesztés nagyon csökkent. A gyümölcs között leginkább a szilva kedveltetik, mivel ez mint szeszégetésre, mint pép-főzésre, mint száritásra legjobban forditható és legjövedelmezőbb, és némelly években annyi van, hogy egy-egy telkes gazda 10-20 mázsa aszalt jó szilvát Morvaiaknak adhat el; azonban a szegényektől az adósság fejében a zsidóság potom áron elszedi és nagyobbára szesz-főzésre fölhasználja. – Második szinte kedvelt czikk a dió, mellyből 60–80 mérő évenként Morvába, nevezetesen Olmüczbe vitetik ki; – hanem a körte és alma mindenféle legnemesebb fajainak olly bőviben vagyon ezen vidék, hogy áldott években nem is tudnak vele mit csinálni, és masanczki és egyéb nemes almafajokból bort és eczetet készitenek, mert potom áron sem kell.
Legelője az ugy nevezett Szigetben van, melly amugy is a kevés barmainak olly csekély, hogy az alig teng rajta, és az is a Vág vizének gyakori kiáradásai által beiszapoltatván a baromnak ártalmassá sőt haszonvehetlenné válik.
Adamocz és Kis-Birócz savanyú viznek bőviben van, annyira, hogy nem csak a hegyek tövében, hol legerősebb, hanem majdnem a falunak minden kutjaiban található, ezen egész vidék, nevezetesen a tős szomszédságban fekvő Velósicz, Nagy Chocholna, Kontolna stb. helységek arról igen ismeretesek, hogy egyszersmind a golyva is, a mint hiszik, ezen viz ivásától származó mutatkozik.
Erdeje, ha Ambró családnak kis csercsét kiveszszük, nincsen, mert a többi közbirtokosok részecskéjeiket erdőnek nevezni nem lehet; a nép valamint tüzi és az épitő fát is másutt venni kénytelen, a nemesek nagyobbára Velcsicz, szomszéd helységének nagy erdeiből hordatnak fát.
Maga a nép, egy két mesterembert kivévén, nagyobb részint földmivelők, kereskedést vagy fuvarozást vagy másféle keresetmódot nem szeret, általában szorgalmas, munkás, noha pálinka-ivásra hajló. Vallási tekintetben a telkes gazdák nagyobb részint ágostai protestáns vallásuak, az urak pedig és szolgák r. kath. Szám szerint protestánsok vannak Adamoczon 36 férfi és 33 nőszemély és Kis-Biróczon: ágostaiak 198, r. kath. 194., zsidó 33. Összesen 425. lakos. A nyelv tót.”
Ádámfalva-Kisbiróc pecsétje 1854-ből maradt fenn. 1895-ben Ádámfalvát (Adamovce) és Kisbirócot (Malé Birovce) Adamóckisbiróc néven egyesítették. 1910-ben 412, túlnyomórészt szlovák lakosa volt. 1919-ben Adamócz-Kisbirócz 401 lakosából 384 csehszlovák, 7 magyar, 4 német és 6 egyéb nemzetiségű volt. A trianoni békéig Trencsén vármegye Trencséni járásához tartozott.
1960-ban Vágkohányt (Kochanovce) is hozzácsatolták, így jött létre Adamóckohanóc.

## Nevezetességei
- Kastélya a 18. században épült későbarokk stílusban.

## Lásd még
- Adamóckohanóc
- Kisbiróc
- Vágkohány